# アダム・エルスハイマー
アダム・エルスハイマー（Adam Elsheimer, 1578年3月18日 - 1610年12月11日）は17世紀初期の画家。エルスハイマーの絵はサイズが小さく、ほとんどが銅板に描かれた「キャビネット絵画」だった。作品にはさまざまな照明効果が含まれ、風景画については革新的な処理を施し、バロック絵画様式の創始者の一人に数えられている。レンブラント、ルーベンスなど多くの画家たちに影響を与えた。

## 生涯

### ドイツ時代

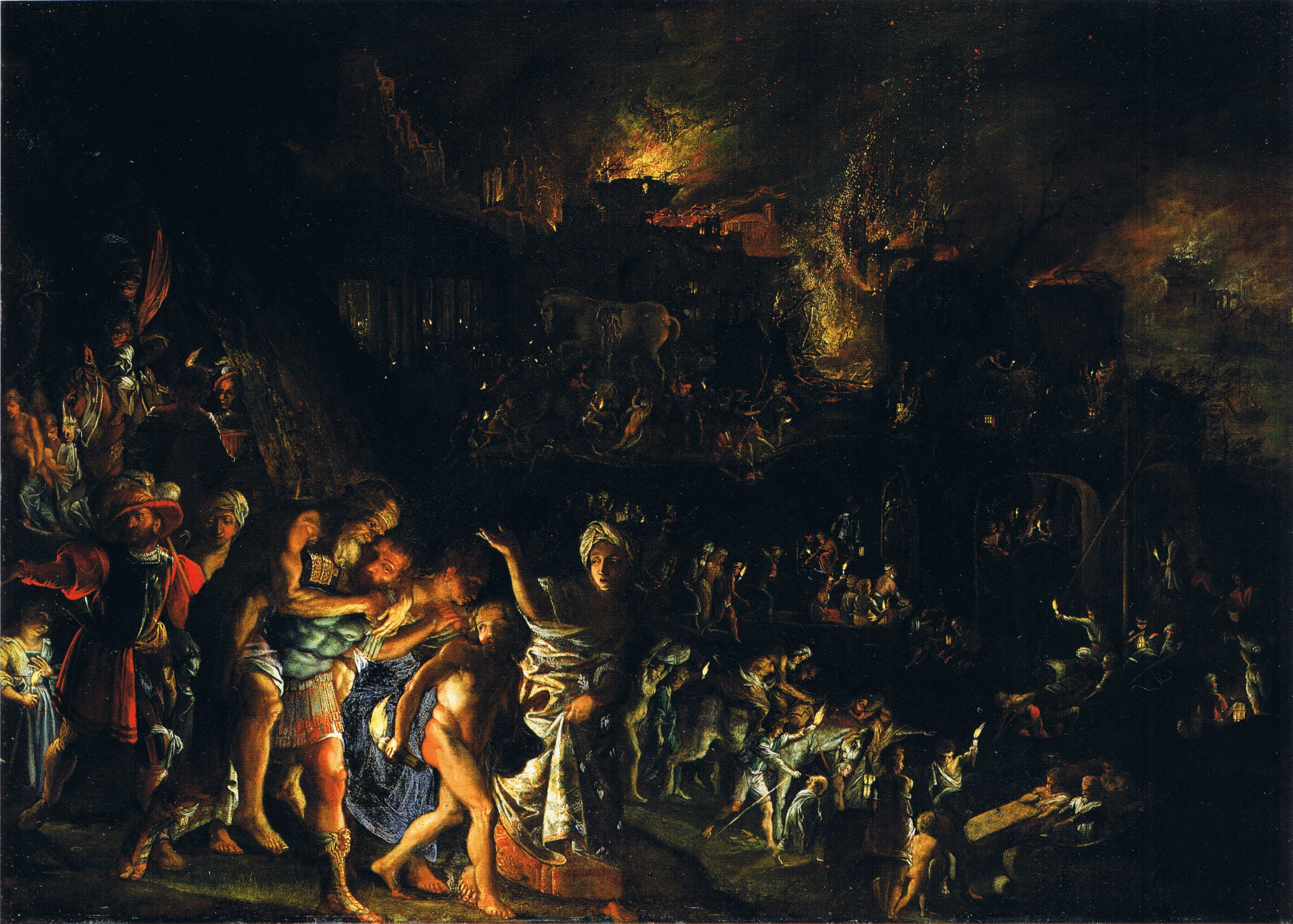
『トロイの炎上』（1604年頃）6 x 50 cm

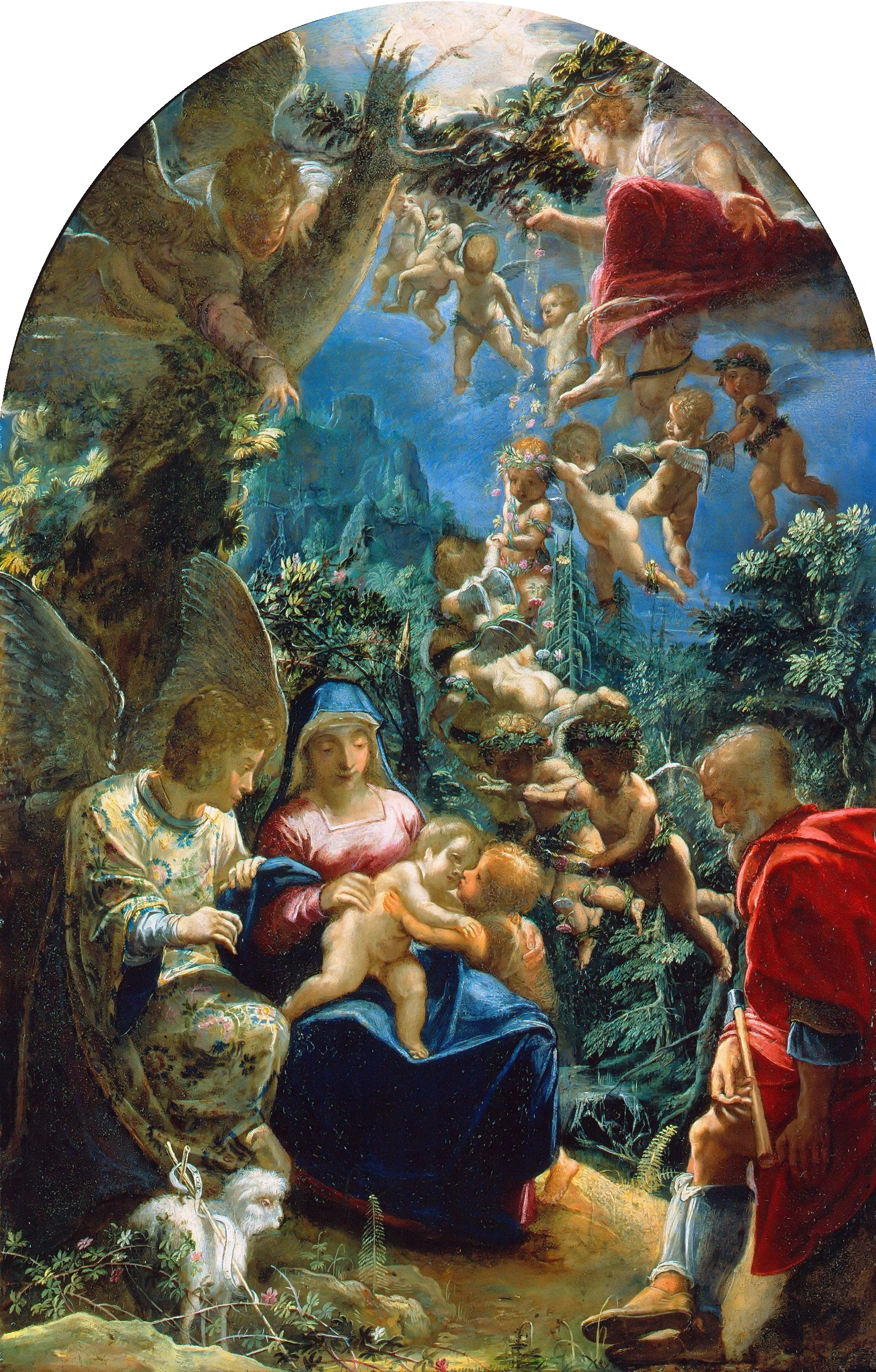
『聖家族と洗礼者ヨハネ』（1600年以前）37.5 x 24 cm

エルスハイマーはドイツのフランクフルト・アム・マインに、熟練した仕立屋の10人の子供の1人として生まれた。生家（1944年の連合軍の爆撃で破壊されるまで残っていた）は、アルブレヒト・デューラーの『Heller Altarpiece』が飾られていた教会から数メートルのところにあった。エルスハイマーはフィリップ・ウッフェンバッハの弟子だった。1596年におそらくストラスブールを訪問した。1598年、20歳の時にミュンヘン経由でイタリアに行ったことは文書に残っている。

### ヴェネツイア時代
記録には残っていないが、エルスハイマーの作風には明らかにヴェネツィアの影響が見られるため、ヴェネツィアに滞在していたものと思われる。エルスハイマーはハンス・ロッテンハンマーのいくつかの素描を所有していて、ひょっとしたらロッテンハマーの助手をしていたのかも知れない。ロッテンハマーはキャビネット絵画を専門とする最初のドイツ人画家で、数年ほどイタリアに住んでいた。逆に、ウッフェンバッハは大規模な祭壇画が専門だった。
エルスハイマーはヴェネツィアで、『キリストの洗礼』（ロンドン、ナショナル・ギャラリー蔵）や『聖家族』（ベルリン、絵画館）といった代表作のいくつかを描いたと信じられている。それらにはロッテンハマー以外に、ヴェネツィアの画家ティントレットやパオロ・ヴェロネーゼの影響も見られる。

### ローマ時代
1600年のはじめ、エルスハイマーはローマに到着して、ロッテンハマーのコネで、バンベルク出身の教皇の主治医・植物学者・美術収集家のジョバンニ・ファベール（Giovanni Faber。ドイツ語：Johann Faber ヨハン・ファーバー）の知己を得た。ファベールはバチカン植物園長で、後にはアッカデーミア・デイ・リンチェイ（1603年創設）のメンバーとなった、自然科学に造詣の深い人物だった。
フランドルの風景画家で既にローマで名を成していたパウル・ブリルもロッテンハマーの友人の1人だった。後にブリルは（ファーベルと共に）エルスハイマーの結婚式の立会人となり、絵を合作したこともある（その絵は現在チャッツワース・ハウスにある）。死ぬ前には金も貸していた。ファーベル同様、ブリルも長い間ローマに居住して、ルーテル教会からカトリック教会に改宗していた。エルスハイマーも後に同じように改宗した。
ファーベルとブリルは共にルーベンスの知り合いだった。ルーベンスは1601年にローマにいて、エルスハイマーとも友人になった。後の話だが、ルーベンスはエルスハイマーにもっと数多く制作するよう叱責したこともある。ルーベンスの弟子になったばかりのダフィット・テルーニス (父)とも知り合い、一緒に住んでいたという記録がある。1604年、ローマから帰国して間もないフランドルの画家カレル・ヴァン・マンデルは自著『Schilder-Boeck』の中でエルスハイマーの作品を絶賛し、エルスハイマーは遅筆で、素描をほとんど描かないと紹介した。エルスハイマーは教会で巨匠たちの作品を見て学ぶことに時間を費やしていた。他の著作家の本では、エルスハイマーの非凡な視覚記憶能力、憂鬱症、情け深さが言及されている。エルスハイマーの死後、ルーベンスはこんなことを書いている。「小さい人物画、風景画、その他多くの主題において彼にかなう物はいなかった……人は彼から、これまでもこれからも決して見ることのないものを期待することができた」。

『トビアスと天使ラファエル』の複製、19 x 28 cm（ロンドン、ナショナル・ギャラリー）

1606年、エルスハイマーはカローラ・アントニア・ステュアルダ・ダ・フランコフォルテと結婚した（「ステュアルダ・ダ・フランコフォルテ」とは「フランクフルトのステュアート」のことで、つまりスコットランド系である）。1608年にはエルスハイマーは既にカトリックに改宗していた（おそらく1606年に改宗した）。ローマの画家たちのギルド、アカデミア・ディ・サン・ルカ（1606年創設）にも入会。その時提出した自画像（エルスハイマー唯一の自画像で、唯一のカンヴァスに描いた油彩画）は現在ウフィツィ美術館にある。名声と才能にかかわらず、エルスハイマーの人生は財政的に困難な状況にあったようである。
『トビアスと天使ラファエル』（1602年 - 1603年）は、風景画に新しい概念を持ち込んだことで知られる。この絵はヘンドリック・ホウト伯爵によって版画化され、ヨーロッパ中で出版された。エルスハイマーとホウトは数年間ともに暮らし、ともに修行した仲だったが、仲が良かったかどうかは微妙である。エルスハイマーはホウトから借金をしていたようで、ある記録によると、そのことで債務者監獄に短い間投獄されていたとある。1610年にエルスハイマーがローマで夭逝した後、ホウトはエルスハイマーの絵のいくつかを所有していた。ホウトはエルスハイマーの絵から7つのエングレービングを制作した。エルスハイマーの絵を生で見られる画家はごく少数だったので（キャビネット絵画は小さいのでどこかの私室に保管されていた）、その版画がエルスハイマーの影響を広めることに大きな役割を果たした。
エルスハイマーは神話でも宗教でも、あまり描かれていない、あるいはまったく描かれていない主題を選ぶのを好んだ。『バウキスとピレモンの家のユーピテルとメルクリウス』（1608年頃）はオウィディウスの話に基づいているが、それまで一度も絵にされていなかった。『ケレースの嘲り』（私蔵。複製がプラド美術館にある）、『アポローンとコロニス』、『Il Contento 』もほとんどそうだった。宗教画のいくつかはありきたりな場面を描いているが、描いた瞬間は普通のものと違っていた（『殉教を覚悟した聖ラウレンティウス』など）。

## 影響

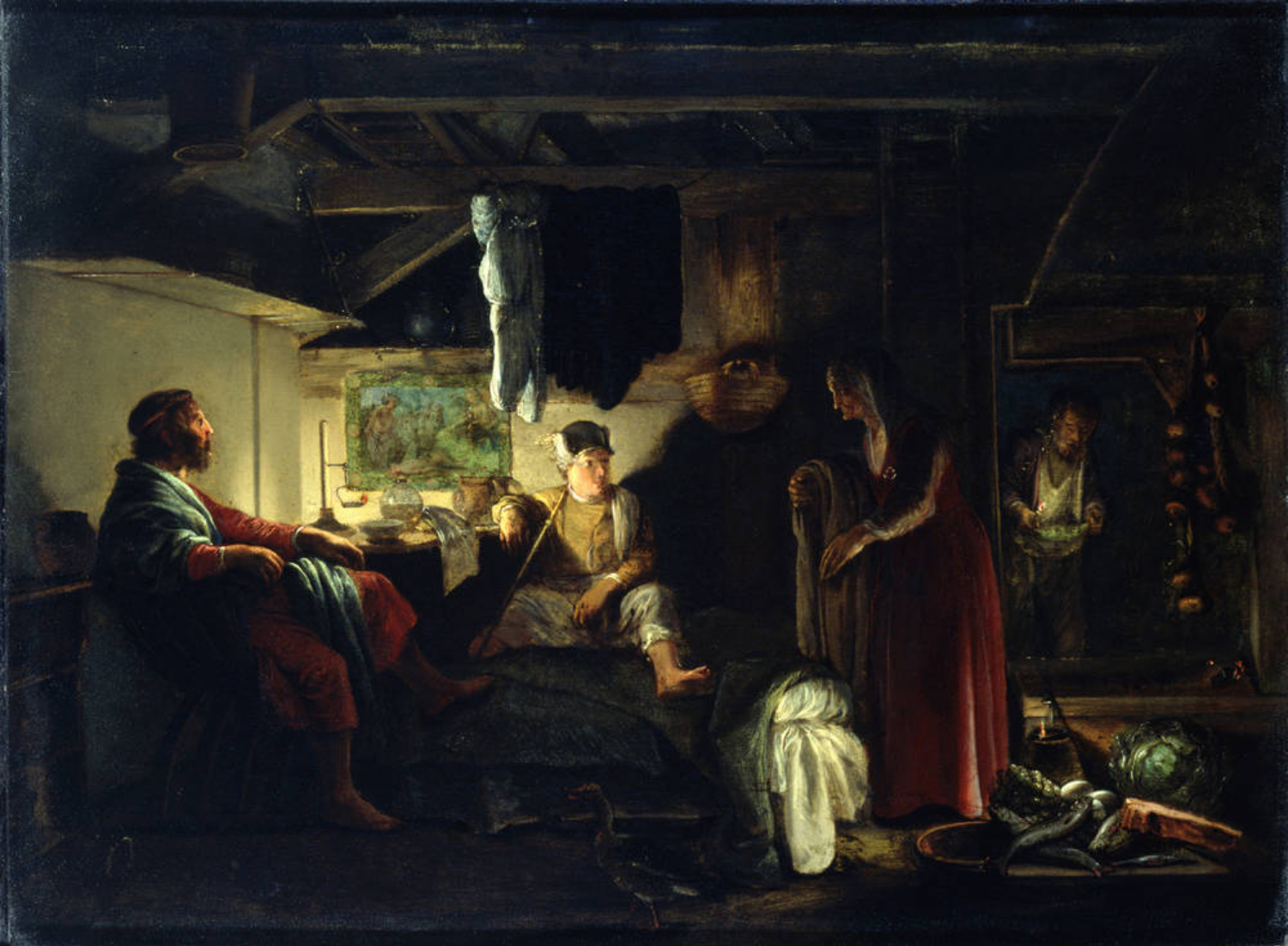
『バウキスとピレモンの家のユーピテルとメルクリウス』（1608年頃）17 x 22 cm

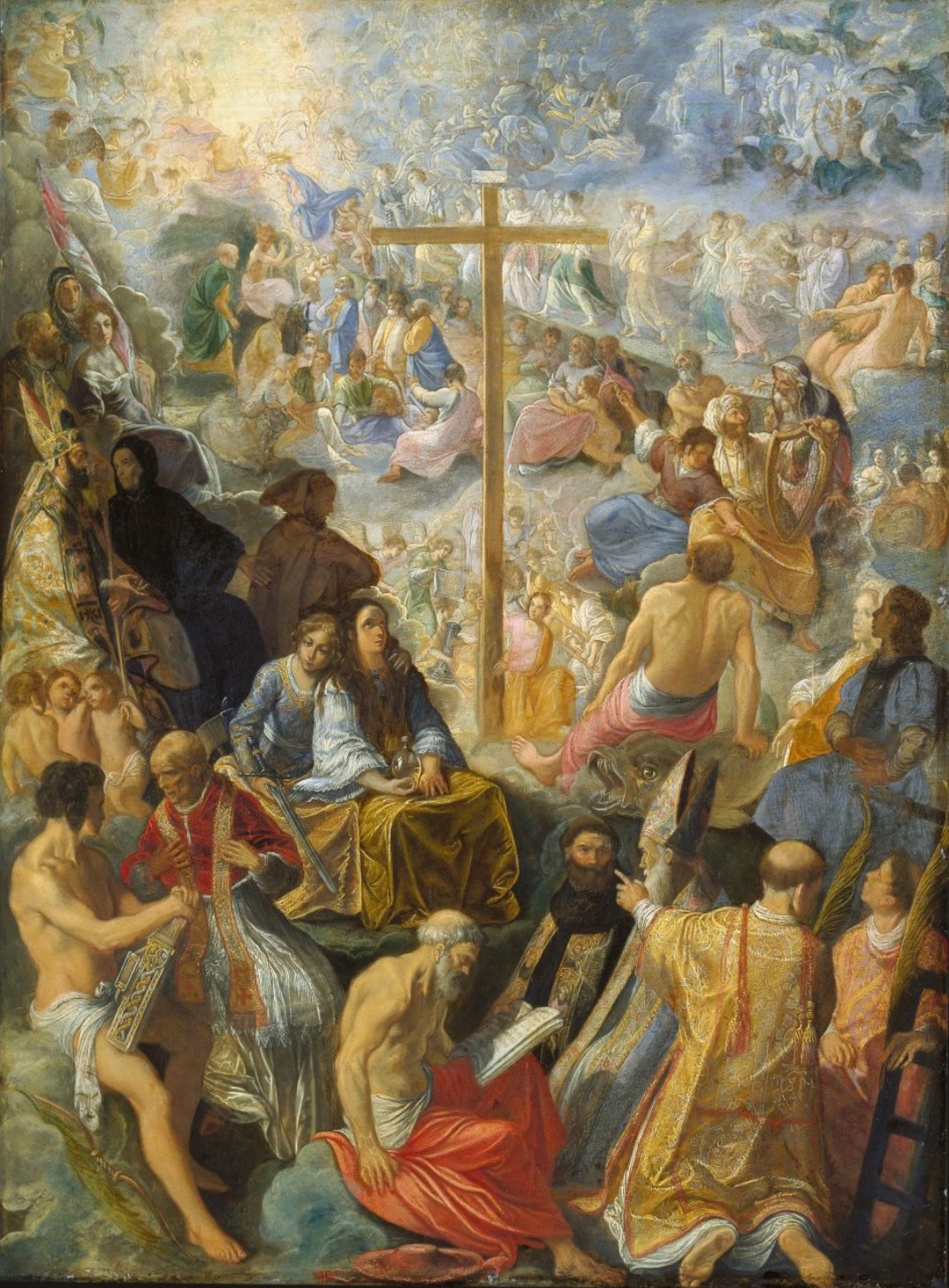
『十字架高揚』（1605年頃）48 x 35 cm

完全主義と憂鬱症のせいで、エルスハイマーは（サイズが小さかったにもかかわらず）多くの作品を残せなかった。クレスマン（参考文献参照）によると、エルスハイマーの作品と認められるものは全部で40点ほどしかない。エッチングも少々残してはいるが、成功したとは言えない。しかし、エルスハイマーの作品は、その質の高さから他の画家たちや収集家の高い評価を得た。ローマ在住だった北の画家たち、パウル・ブリル、ヤン・ピナス、レオナールト・ブラーメル、それにレンブラントの師でおそらく1605年までローマにいたピーテル・ラストマンたちには直接の影響を及ぼした。日付からいってレンブラントの最初の作品『聖ステパノの石打ち』は、同じ題材のエルスハイマーへのレスポンスであるように見える。イタリアの画家たちでは、カルロ・サラチェーニのオウィディウスに基づいた6枚の絵（ナポリ、カポディモンテ美術館蔵）にはっきりとエルスハイマーの影響が見られる。少なくともエルスハイマーの絵を4枚所有していたルーベンスは、ローマでエルスハイマーと知り合って、エルスハイマーの死後は、書簡の中で高い賞賛を示している。
より広い意味で、エルスハイマーが美術界に与えた影響が3つある。
第1に、きわめて独創的な夜景描写である。エルスハイマーの照明効果は、カラヴァッジオの強烈な明暗のコントラストと異なり、非常に淡い。エルスハイマーはしばしば5つの光源を使っていて、明暗の変化は比較的穏やかで、光のよく当たっていない部分に重要なことが描かれていることもあった。
第2に、詩的な風景と前面に大きく描かれた人物との組み合わせで、それは初期ルネサンス以降滅多に見られなかったことだが、風景に重要性を与えた。エルスハイマーの描く風景は常に広大な景観というわけではなく、青々と茂った草木が孤立していることも多かった。ブリルやヤン・ブリューゲル (父)と較べてより写実的、それに劣らず詩的で、ニコラ・プッサンやクロード・ロランの風景画の先駆けとなった。一方、風景を人物の背景として扱うことは、ルーベンスやアンソニー・ヴァン・ダイクを間に挟んで、18世紀のイングランドの肖像画家を予期させるものがある。死後まもなくエルスハイマーはチャールズ1世、アランデル伯、バッキンガム公といったイングランドの収集家の人気の的となり、当時、エルスハイマーの絵の半分以上がイングランドにあった（今でも1/3近くがイギリスにある）。
第3に、若い頃修行したドイツの伝統とイタリアのスタイルの統合である。それはデューラー以降の北の画家たち（ただし友人だったルーベンスは除く）のそれより効果的だった。エルスハイマーの作品は事件の劇的状況は抑えるが（それはルーベンスと対極にある）、変化の始まりと瞬間を見せるという傾向があった。描かれる人物たちは比較的背が低く、ずんぐりして、古典の理想体型はほとんど反映されていない。ポーズや身振りは派手さがなく、表情はイタリア・ルネサンスのほとんどの作品にある「Bella Figura（格好良さ）」よりも、むしろ初期ネーデルラント絵画のそれに似ている。